# Urząd Emigracyjny (II RP)
Urząd Emigracyjny (II RP) – regulacja prawna rangi rozporządzenia Rady Ministrów z 1920 r. ustanawiająca przy Ministerstwie Pracy i Opieki Społecznej instytucji mającej na celu skupienie w jednej jednostce organizacyjnej wszystkich spraw dotyczących emigracji, reemigracji, imigracji i opieki nad wychodźcami.
Na czele Urzędu Emigracyjnego stał dyrektor mianowany  na wniosek Ministra Pracy i Opieki Społecznej w porozumieniu z Ministrem Spraw Zagranicznych.

## Zakres działania Urzędu
Do zakresu działania Urzędu Emigracyjnego należy w szczególności:
- przygotowywanie ustaw i rozporządzeń w przedmiotach podlegających kompetencji Urzędu,
- przygotowywanie z współudziałem Ministerstwa Spraw Zagranicznych konwencji emigracyjnych i wszelkich układów międzynarodowych dotyczących emigracji, reemigracji i imigracji,
- nadzór nad kontraktowaniem robotników do pracy za granicą,
- przeciwdziałanie szkodliwej propagandzie emigracyjnej i nielegalnemu werbunkowi emigracyjnemu,
- zbieranie i udzielanie wiadomości o stosunkach panujących w państwach obcych, pod względem koniunktury emigracyjnej i informowanie o nich instytucji, osób i władz,
- sprawy związane z organizacją transportu emigrantów i reemigrantów,
- opieka nad emigrantami i reemigrantami w czasie podróży,
- ochrona praw i interesów emigrantów na miejscu pracy,
- opieka nad reemigrantami bezpośrednio po ich powrocie do kraju,
- współdziałanie z Ministerstwem Skarbu w organizacji przesyłania oszczędności wychodźców do kraju,
- popieranie zrzeszeń i instytucji społecznych i gospodarczych w kraju i zagranicą, których celem było niesienie pomocy i opieka nad emigrantami i reemigrantami oraz nadzorowanie działalności tych zrzeszeń i instytucji pod względem stosowania się do przepisów emigracyjnych,
- opiniowanie w sprawach udzielania koncesji zagranicznym kompaniom okrętowym na sprzedaż w Polsce biletów międzypokładowych,
- prowadzenie w porozumieniu z Głównym Urzędem Statystycznym statystyki ruchu emigracyjnego, reemigracyjnego i imigracyjnego,

## Organy Urzędu
Organami Urzędu Emigracyjnego były:
- Komisarz emigracyjny w Gdańsku mianowany przez Ministra Pracy i Opieki Socjalnej w porozumieniu z Ministrem Spraw Zagranicznych,
- Państwowe Urzędy pośrednictwa pracy i opieki nad wychodźcami w zakresie działania w sprawach emigracyjnych.

Zadania swoje poza granicami kraju, Urząd Emigracyjny spełniał w ścisłym porozumieniu z Ministerstwem Spraw Zagranicznych i za pomocą jego organów.

## Państwowa  Rada Emigracyjna
Przy Ministrze Pracy i Opieki Społecznej utworzono Państwową Radą Emigracyjną, jako organ doradczy i opiniodawczy.
Do zakresu działania Państwowej Rady Emigracyjnej należało wydawanie opinii w sprawach, poddanych pod jej obrady przez Ministra Pracy i Opieki Społecznej, a dotyczących:
- polityki emigracyjnej, reemigracyjnej i imigracyjnej;
- projektów ustawodawczych w powyższych sprawach;
- projektów konwencji międzynarodowych w sprawach emigracji, reemigracji i imigracji;
- udzielania koncesji na przewóz emigrantów.

## Skład Rady
Państwowa Rada Emigracyjna składała się z:
- 8 członków mianowanych na wniosek Dyrektora Urzędu Emigracyjnego przez Ministra Pracy i Opieki Społecznej, spośród osób  pracujących teoretycznie lub praktycznie w zakresie emigracji;
- 3 przedstawicieli centralnych zawodowych organizacji robotniczych, które Minister Pracy i Opieki Społecznej powołał do udziału w Radzie,
- 3 przedstawicieli najważniejszych organizacji społecznych, działających w zakresie opieki nad emigrantami, a które Minister Pracy i Opieki Społecznej powołał do udziału w Radzie.

W pracach Państwowej Rady Emigracyjnej brali stały udział z głosem doradczym, przedstawiciele Ministra Przemysłu i Handlu, Reform Rolnych, Spraw Wewnętrznych, Spraw Zagranicznych oraz Rolnictwa i Dóbr Państwowych.
Ponadto Ministrowi Pracy i Opieki Społecznej przysługiwało prawo powoływania rzeczoznawców do udziału w pracach  Rady z głosem doradczym.  
Państwowej Radzie  Emigracyjnej przewodniczył Minister Pracy i Opieki Społecznej.  
Kadencja Państwowej Rady Emigracyjnej trwała 3 lata. Odwołanie poszczególnych członków Państwowej Rady Emigracyjnej przed upływem tego terminu należało do Ministra Pracy i Opieki Społecznej.